# Oak
Oak is een plaats (village) in de Amerikaanse staat Nebraska, en valt bestuurlijk gezien onder Nuckolls County.

## Demografie
Bij de volkstelling in 2000 werd het aantal inwoners vastgesteld op 60. In 2006 is het aantal inwoners door het United States Census Bureau geschat op 56, een daling van 4 (-6,7%).

## Geografie
Volgens het United States Census Bureau beslaat de plaats een oppervlakte van 0,4 km², geheel bestaande uit land. Oak ligt op ongeveer 478 m boven zeeniveau.

## Plaatsen in de nabije omgeving
De onderstaande figuur toont nabijgelegen plaatsen in een straal van 16 km rond Oak.